# Jamusan
Jamusan is een bestuurslaag in het regentschap Temanggung van de provincie Midden-Java, Indonesië. Jamusan telt 1979 inwoners (volkstelling 2010).